# Batman (phim 2022)
Batman: Vạch trần sự thật (tiếng Anh: The Batman) là một bộ phim điện ảnh đề tài siêu anh hùng của Mỹ, dựa trên nhân vật cùng tên của loạt truyện tranh DC Comics. Phim do các hãng DC Films, 6th & Idaho, Dylan Clark Productions sản xuất và được Warner Bros. phát hành năm 2022, có sự tham gia của tài tử Robert Pattinson trong vai chính Bruce Wayne / Batman, cùng với các diễn viên Zoë Kravitz, Paul Dano, Jeffrey Wright, John Turturro, Peter Sarsgaard, Andy Serkis và Colin Farrell. Bộ phim theo chân nhân vật Batman, người đã chiến đấu chống tội phạm ở thành phố Gotham trong hai năm, phát hiện ra một vụ tham nhũng trong khi truy đuổi Riddler (Dano), một kẻ giết người hàng loạt nhắm vào giới thượng lưu của Gotham. 
Quá trình phát triển dự án phim bắt đầu ngay từ khi nam diễn viên Ben Affleck đảm nhận vai Batman trong Vũ trụ Mở rộng DC năm 2013. Affleck đã ký hợp đồng để làm phim kiêm đóng chính cho phim nhưng sau đó rút lui. Đạo diễn Matt Reeves sau đó tiếp nhận dự án với việc đưa phim ra khỏi DCEU. Tháng 5 năm 2019, Robert Pattinson được mời đóng vai chính. Phim được ghi hình chủ yếu tại Anh Quốc và Chicago, Mỹ, trong khoảng từ tháng 1 năm 2020 tới tháng 3 năm 2021.
The Batman: Vạch trần sự thật được công chiếu lần đầu tại Trung tâm Lincoln ở New York vào ngày 1 tháng 3 năm 2022 và được công chiếu tại rạp trên toàn thế giới vào ngày 4 tháng 3 năm 2022. Bộ phim đã bị trì hoãn hai lần so với ngày phát hành đầu tiên vào tháng 6 năm 2021 do đại dịch COVID-19. Bộ phim đã thu về hơn 700 triệu USD so với kinh phí 185–200 triệu USD, trở thành bộ phim có doanh thu cao thứ hai trong năm 2022, và nhận được lời khen ngợi cho diễn xuất, kỹ thuật quay phim, chỉ đạo của Reeves, phân cảnh hành động và cốt truyện, mặc dù vẫn còn tồn đọng một số chỉ trích liên quan đến thời lượng phim. Tại lễ trao giải Oscar lần thứ 95, bộ phim được đề cử ba hạng mục bao gồm Hòa âm hay nhất, Hóa trang xuất sắc nhất và Hiệu ứng hình ảnh xuất sắc nhất.
Tác phẩm dự định khởi động một vũ trụ chung của The Batman, với hai phần tiếp theo được lên kế hoạch và hai loạt phim truyền hình phụ đang được phát triển cho HBO Max.

## Nội dung
Vào ngày Halloween, tại Thành phố Gotham, Thị trưởng Don Mitchell Jr. bị sát hại bởi một kẻ giết người hàng loạt tự xưng là Riddler. Tỷ phú Bruce Wayne, lúc bấy giờ đã trải qua hai năm làm Batman chuyên trừng trị bọn tội phạm, điều tra cùng với Sở Cảnh sát Thành phố Gotham (GCPD). Trung úy James Gordon phát hiện ra Riddler đã để lại lời nhắn cho Batman, nhưng Ủy viên Pete Savage đã mắng ông vì cho phép Batman vào hiện trường vụ án và buộc anh phải rời đi. Riddler giết Savage, để lại một tin nhắn khác cho Batman và gửi một video về cái chết của Savage cho phương tiện truyền thông.
Batman và Gordon phát hiện ra Riddler đã để lại một ổ USB flash trong xe của Mitchell; nó chứa những hình ảnh của Mitchell với một phụ nữ, Annika Koslov, tại Iceberg Lounge, một câu lạc bộ do Penguin, cấp dưới của tên trùm Carmine Falcone, điều hành. Trong khi Penguin biện hộ cho sự phớt lờ, Batman thấy Selina Kyle, bạn cùng phòng và là bạn thân của Annika, làm phục vụ bàn ở đó. Anh theo Selina đến nhà của Mitchell, nơi họ tìm thấy hộ chiếu của Annika trong một chiếc két sắt. Khi Annika biến mất, Batman cử Selina trở lại Iceberg Lounge để tìm câu trả lời. Thông qua Selina, Batman phát hiện ra Công tố viên Gil Colson có nhận tiền hối lộ từ Falcone, nhưng Selina đã tắt liên lạc khi Batman cho rằng cô có giao du với Falcone.
Riddler bắt cóc Colson, dán một quả bom hẹn giờ vào cổ anh ta và cho anh ta vào đám tang của Mitchell. Khi Batman đến hiện trường, Riddler gọi cho anh qua điện thoại của Colson. Hắn đe dọa sẽ cho quả bom nổ nếu Colson không trả lời được ba câu đố của hắn; Batman giúp Colson trả lời hai câu đầu tiên, nhưng Colson từ chối trả lời câu thứ ba — nêu tên người cung cấp thông tin đã giúp cảnh sát triệt phá đường dây ma túy của tên trùm Sal Maroni - vì vậy Riddler giết anh ta. Batman và Gordon suy luận rằng người cung cấp thông tin có thể là Penguin và theo dõi hắn đến một vụ giao dịch ma túy. Họ phát hiện ra đường dây ma túy của Maroni đã được chuyển qua cho Falcone và nhiều cảnh sát tham nhũng có liên quan. Selina vô tình làm họ bị lộ khi cô đến để ăn cắp tiền của bọn tội phạm. Khi Penguin bỏ chạy, Selina phát hiện ra xác của Annika trong cốp xe. Batman bắt được Penguin sau khi đuổi theo hắn bằng chiếc Batmobile nhưng nhận ra hắn không phải là người cung cấp thông tin.
Batman và Gordon lần theo dấu vết của Riddler đến trại trẻ mồ côi bị bỏ hoang từng được bố mẹ của Bruce là Thomas và Martha Wayne điều hành. Họ biết được Riddler từng lớn lên tại trại trẻ mồ côi này và có mối hận thù với Thomas; do Thomas đã chết nên hắn quyết định nhắm vào Bruce. Quản gia và người chăm sóc của Bruce, Alfred Pennyworth, nhập viện sau khi mở một quả bom thư gửi cho Bruce. Riddler sau đó tiết lộ bằng chứng buộc tội Thomas, người đang tranh cử chức thị trưởng khi bị sát hại, đã thuê Falcone giết một nhà báo vì người này đe dọa tiết lộ tiền sử bệnh tâm thần của Martha. Bruce, người tin rằng bố mình là người có đạo đức cao, đến gặp Alfred. Alfred xác nhận rằng Thomas đã nhờ Falcone đe dọa gã nhà báo, nhưng quyết định ra tự thú với cảnh sát sau khi biết Falcone đã giết gã nhà báo; ông phỏng đoán rằng Falcone đã giết Thomas và Martha để ngăn chặn điều này.
Selina nói với Batman rằng Falcone là bố của cô và hắn đã bỏ bê cô. Cô biết được Falcone đã bóp cổ Annika đến chết sau khi Mitchell nói với cô ta rằng hắn là người cung cấp thông tin, và quyết tâm giết hắn. Batman và Gordon đến Iceberg Lounge kịp thời ngăn cản cô và bắt Falcone, nhưng Riddler đã bắn tỉa hắn từ một tòa nhà gần đó. Được tiết lộ là kế toán pháp y Edward Nashton, Riddler bị giam giữ tại Bệnh viện Bang Arkham. Tại Arkham, Nashton nói rằng hắn ghen tị với sự thông cảm mà Bruce nhận được sau vụ giết hại bố mẹ anh trong khi hắn bị bỏ mặc, và muốn hợp tác với Batman và trở thành một hiệp sĩ đeo mặt nạ tương tự anh. Batman tức giận từ chối Nashton và phát hiện ra hắn đã chuẩn bị những chiếc xe có cài bom xung quanh Gotham. Những quả bom phá hủy đê chắn sóng của Gotham và làm ngập lụt thành phố. Trong sự hỗn loạn sau đó, Batman và Selina ngăn cản một nhóm người sùng bái Riddler khi chúng định ám sát thị trưởng mới đắc cử Bella Reál.
Những quả bom phá hủy đê chắn sóng xung quanh Gotham và làm ngập lụt thành phố. Một nơi trú ẩn được thiết lập trong một nhà thi đấu. Sau đó, Nashton kết bạn với một tù nhân khác (chính là Joker) trong khi Selina cho rằng không thể cứu vãn Gotham và rời đi. Batman hỗ trợ cảnh sát cứu giúp người dân và thề sẽ khơi dậy niềm hi vọng ở Gotham.

## Diễn viên
- Robert Pattinson trong vai Bruce Wayne / Người Dơi:

Một tỷ phú ẩn dật, người ám ảnh bảo vệ thành phố Gotham như một người cảnh giác đeo mặt nạ để đối phó với quá khứ đau buồn của mình. Batman khoảng 30 tuổi và chưa phải là một chiến binh chống tội phạm có kinh nghiệm, như đạo diễn Matt Reeves muốn khám phá nhân vật này trước khi anh ta "hoàn toàn hình thành". Reeves và Pattinson mô tả Batman là một kẻ mất trí nhớ, người không thể phân định giữa tính cách Batman và danh tính công khai "ngôi sao nhạc rock ẩn dật" của anh ta là Bruce, Reeves so sánh nỗi ám ảnh của anh ta là Batman với chứng nghiện ma túy. Pattinson nói rằng bộ phim sẽ đặt câu hỏi về bản chất của chủ nghĩa anh hùng, vì Batman có nhiều sai sót hơn các siêu anh hùng truyền thống và không thể kiểm soát bản thân, tìm cách giải tỏa cơn thịnh nộ và "gây ra công lý của anh ta".
- Zoë Kravitz trong vai Selina Kyle / Catwoman:

Một nhân viên phục vụ hộp đêm, người buôn bán ma túy và tên trộm mèo gặp Batman khi đang tìm kiếm người bạn cùng phòng mất tích của cô; Sự mơ hồ về đạo đức của cô thách thức quan điểm đen trắng của Batman về cái thiện và cái ác. Kravitz cho biết nhân vật này đang trở thành một phụ nữ béo và "tìm ra cô ấy là ai, không chỉ là một người đang cố gắng sống sót." Cô mô tả cô là một nhân vật bí ẩn với động cơ không rõ ràng,  đại diện cho nữ tính trái ngược với nam tính của Batman. Cô cho biết cặp đôi này là "đối tác phạm tội",  được thu hút bởi mong muốn đấu tranh cho những người dễ bị tổn thương. Kravitz tập trung vào Selina hơn là nhân vật Catwoman của cô ấy vì cô ấy không muốn bị phân tâm khỏi hành trình cảm xúc của nhân vật.
- Paul Dano trong vai Edward Nashton / Riddler:

Một kẻ giết người hàng loạt nhắm vào những công dân Gotham ưu tú và phát trực tiếp tội ác của hắn. The Riddler tìm cách "vạch trần sự thật" về Gotham, chế nhạo Batman và những người thực thi pháp luật bằng những câu đố. Reeves cho biết cuộc tấn công của Riddler vào Gotham mang lại cho nhân vật một "chương trình nghị sự chính trị" như một nhân vật giống khủng bố. Anh ấy ví Riddler với Zodiac Killer, người mà anh ấy cảm thấy là Riddler "đời thực" vì thực hành giao tiếp với mật mã và câu đố,  trong khi Dano nói rằng màn trình diễn của anh ấy cân bằng giữa cơ sở đời thực với sân khấu của nhượng quyền thương mại Batman .
- Jeffrey Wright trong vai James Gordon:

Đồng minh của Batman trong Sở cảnh sát thành phố Gotham (GCPD). Tương tự như The Dark Knight Trilogy (2005–2012) của Christopher Nolan, Gordon bắt đầu với tư cách là trung úy GCPD trong The Batman, cho phép anh ta được mô tả trong các bộ phim tiếp theo. Wright mô tả Gordon là "họ hàng với Thành phố Gotham, với GCPD, với Batman, với công lý và tham nhũng".
- John Turturro trong vai Carmine Falcone: Một tên tội phạm của Thành phố Gotham có mối liên hệ với gia đình Wayne.
- Peter Sarsgaard trong vai Gil Colson: Luật sư quận Gotham, người mà Sarsgaard mô tả là không trung thực và "ghê tởm".
- Andy Serkis trong vai Alfred Pennyworth:

Quản gia và người cố vấn của Bruce Wayne, mặc dù họ có mối quan hệ thù địch và hiếm khi nói chuyện. Pattinson mô tả Alfred là người bạn tâm giao duy nhất của Bruce, mặc dù Pennyworth "nghĩ rằng anh ấy đã mất trí!"
- Colin Farrell trong vai Oswald "Oz" Cobblepot / Penguin:

Một trùm tội phạm đang lên, biến dạng và là ông chủ của Catwoman. Ông ta vẫn chưa phải là trùm tội phạm mà được mô tả như trong truyện tranh, và không thích bị gọi là Penguin. Reeves giải thích rằng Penguin là một "kẻ phá đám tầm trung và anh ta có một chút khéo léo đối với anh ta, nhưng bạn có thể thấy rằng anh ta muốn nhiều hơn và anh ta đã bị đánh giá thấp."
Ngoài ra, Jayme Lawson đóng vai Bella Reál, một ứng cử viên thị trưởng của Thành phố Gotham; Gil Perez-Abraham đóng vai Martinez, một sĩ quan GCPD; Peter McDonald đóng vai William Kenzie, một sĩ quan GCPD tham nhũng; Alex Ferns đóng vai Pete Savage, ủy viên GCPD; Con O'Neill đóng vai Mackenzie Bock, người đứng đầu GCPD; và Rupert Penry-Jones đóng vai Don Mitchell Jr., thị trưởng của Gotham. Barry Keoghan xuất hiện với tư cách khách mời trong vai Joker (được ghi là "Tù Nhân Arkham Vô Danh"), trong khi các diễn viên khác bao gồm anh em sinh đôi Charlie và Max Carver trong vai những người tung tăng Iceberg Lounge (được ghi là "Cặp Song Sinh"); Hana Hrzic trong vai Annika Koslov, bạn cùng phòng và bạn thân của Selina; Jay Lycurgo khi còn là một thành viên băng đảng trẻ tuổi; và Luke Roberts và Stella Stocker trong vai cha mẹ của Bruce, Thomas và Martha Wayne.

## Phát hành

### Rạp chiếu
Các buổi chiếu đặc biệt được tổ chức tại Paris vào ngày 21 tháng 2 năm 2022 và London vào ngày 23 tháng 2 năm 2022. Buổi ra mắt thế giới của The Batman được tổ chức tại Trung tâm Lincoln ở Thành phố New York vào ngày 1 tháng 3 năm 2022, cùng với 350 suất trước các buổi chiếu IMAX trên khắp Hoa Kỳ, trước khi Warner Bros. Pictures phát hành rộng rãi vào ngày 4 tháng 3. Ban đầu phim được ấn định phát hành vào ngày 25 tháng 6 năm 2021, trước đó đã được lùi lại đến ngày 1 tháng 10 năm 2021, và sau đó đến tháng 3 năm 2022, cả hai lần sau khi Warner Bros. điều chỉnh lịch phát hành do đại dịch COVID-19. 
The Batman sẽ là bộ phim siêu anh hùng đầu tiên được phát hành tại Trung Quốc kể từ Wonder Woman 1984 (2020), sau khi nhiều bộ phim của Marvel bị từ chối phát hành vào năm 2021. Warner Bros. đã hủy phát hành tại Nga để đáp trả cuộc xâm lược của Nga vào Ukraine vào tháng 2 năm 2022. 

### Phương tiện gia đình
The Batman sẽ có sẵn để phát trực tuyến trên HBO Max vào ngày 19 tháng 4 năm 2022, 45 ngày sau khi phát hành tại rạp. Đây là bộ phim đầu tiên của Warner Bros. trong hơn một năm không phát trực tuyến trên HBO Max đồng thời với việc phát hành tại rạp.